# Ольховка (Біжбуляцький район)
Ольхо́вка (рос. Ольховка, башк. Ольховка) — присілок у складі Біжбуляцького району Башкортостану, Росія. Входить до складу Дьомської сільської ради.
Населення — 151 особа (2010; 221 в 2002).
Національний склад:
- башкири — 58 %